# Alvin Plantinga

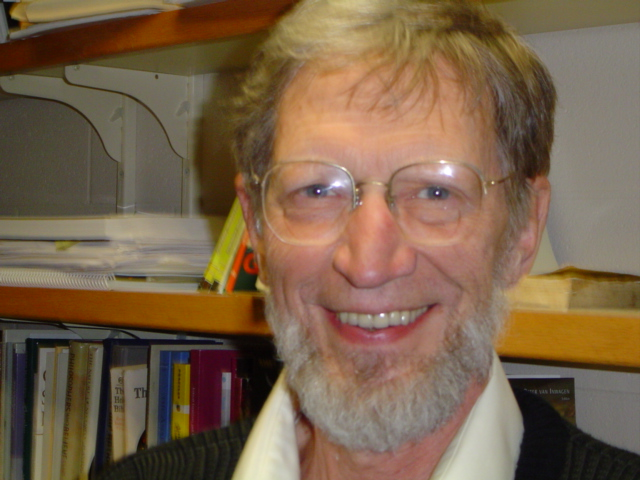
Alvin Plantinga (2008)

Alvin Plantinga (ur. 15 listopada 1932 w Ann Arbor, st. Michigan, USA) – amerykański filozof analityczny, emerytowany profesor filozofii na katolickim uniwersytecie Notre Dame. Jest jednym z najbardziej znanych, współczesnych zwolenników molinizmu.

## Wkład do epistemologii
W trylogii Warrant Plantinga podejmuje problem wiedzy. Pierwsze dwa tomy stanowią próbę zdefiniowania tej cechy przekonania, która odróżnia wiedzę od prawdziwego przekonania niebędącego wiedzą. W pierwszym tomie (Warrant: The Current Debate) Plantinga krytykuje współczesne koncepcje wiedzy, by w drugim (Warrant and Proper Function) podjąć własną próbę jej zdefiniowania.
Według Plantingi dane przekonanie stanowi wiedzę, jeśli:
1. jest prawdziwe,
2. jest odpowiednio silne,
3. zostało wyprodukowane przez władze poznawcze działające prawidłowo (działające bez żadnych dysfunkcji),
4. w odpowiednim dla nich środowisku epistemicznym,
5. według planu, którego celem jest produkcja prawdziwych przekonań,
6. jeśli jest wysokie prawdopodobieństwo, że przekonanie wytworzone w ten sposób będzie prawdziwe[2].

Plantinga jest więc epistemologicznym eksternalistą.
W ostatnim tomie trylogii (Warranted Christian Belief), autor wykorzystuje osiągnięte rezultaty do podjęcia problematyki racjonalności przekonań religijnych (szczególnie chrześcijańskich).

## Wkład do filozofii religii

### Racjonalność przekonań religijnych
Plantinga wielokrotnie podejmował problem uzasadnienia przekonań religijnych (jak np. we wpływowej pracy God and Other Minds: Study of the Rational Justification of Belief in God), a jego prace były jednym z fundamentów tzw. zreformowanej epistemologii. Ostateczny kształt swoim poglądom z tego zakresu nadał w książce Warranted Christian Belief. Jego definicja wiedzy pozwala mu stwierdzić, że przekonania religijne stanowią wiedzę, jeśli tylko są efektem pracy procesu poznawczego spełniającego odpowiednie kryteria (patrz paragraf wyżej). Plantinga odwołuje się do koncepcji sensus divinitatis Kalwina lub „świadectwa Ducha Świętego” św. Tomasza. Stąd centralna myśl zreformowanej epistemologii: przekonania religijne mogą stanowić wiedzę, mimo braku rozstrzygających argumentów na ich prawdziwość.

### Obrona wolnej woli
Tzw. obrona wolnej woli (free will defense) to wyartykułowana najpełniej w The Nature of Necessity próba pokazania braku sprzeczności między istnieniem Boga i istnieniem zła. Stanowi ona odpowiedź na dowody ze zła przeciwko istnieniu Boga rozwijane m.in. przez J L Mackiego.

### Modalny dowód ontologiczny
Modalny dowód ontologiczny Plantingi to nowoczesna wersja dowodu a priori na rzecz istnienia Boga. Można go podać w następującej wersji:
(1) (def) maksymalna doskonałość implikuje maksymalną wspaniałość w każdym możliwym świecie.
(2) (def) maksymalna wspaniałość implikuje wszechmoc, wszechwiedzę i moralną doskonałość.
(3) (przesłanka) logicznie możliwe jest, że maksymalna doskonałość jest egzemplifikowana (równoważnie: logicznie możliwe jest, że istnieje byt posiadający maksymalną doskonałość).
Stąd (4) logicznie możliwe jest, że z koniecznością istnieje byt posiadający wszechmoc, wszechwiedzę i moralną doskonałość.
Stąd (przez aksjomat logiki modalnej S5: {\displaystyle \Diamond \Box p\to \Box p}) (5) istnieje byt maksymalnie doskonały (równoważnie: istnieje byt wszechmogący, wszechwiedzący i moralnie doskonały w każdym możliwym świecie).
Krytycy zwracają uwagę, że Plantinga nie podaje dobrego powodu, by zaakceptować (3) raczej niż jego zaprzeczenie. Zaakceptowanie zaprzeczenia (3) prowadzi do wniosku, że nie istnieje byt maksymalnie doskonały (tzn. Bóg).

### Ewolucyjny dowód przeciw naturalizmowi
Dowód ten Plantinga po raz pierwszy przedstawił w Warrant and Proper Function. Ma on pokazywać, że nie można racjonalnie łącznie zaakceptować teorii ewolucji oraz filozoficznego naturalizmu. Zagadnieniu temu został poświęcony zbiór esejów wydany pod tytułem Naturalism Defeated? (red. James Beilby, Cornell University Press, 2002).

## Inne informacje
Skrupulatna i rygorystyczna metoda uprawiania filozofii przez Plantingę stała się wzorem dla wielu innych filozofów analitycznych. Jest on powszechnie uważany za najważniejszego współczesnego chrześcijańskiego filozofa analitycznego należącego do tradycji protestanckiej.
Jak dotąd na język polski przetłumaczono następujące książki Alvina Plantingi:
- God, Freedom and Evil (Eerdmans, 1974) – Bóg, Wolność i Zło (Znak, 1995, ze wstępem bp. Józefa Życińskiego)
- Science and Religion (z Danielem Dennettem, Oxford, 2010) – Nauka i religia. Czy można je pogodzić? (Copernicus Center Press, 2018)
- Where the Conflict Really Lies: Science, Religion, and Naturalism (Oxford University Press, 2011) – Gdzie naprawdę jest konflikt (Wydawnictwo Naukowe PWN, 2023)

## Ważniejsze dzieła
- God and Other Minds. Ithaca: Cornell University Press. 1967. nowe wydanie 1990. ISBN 0-8014-9735-3.
- The Nature of Necessity. Oxford: Clarendon Press. 1974. ISBN 0-19-824404-5.
- God, Freedom, and Evil. Grand Rapids: Eerdmans. 1974. ISBN 0-04-100040-4.
- Does God Have A Nature? Wisconsin: Marquette University Press. 1980. ISBN 0-87462-145-3.
- Faith and Rationality: Reason and Belief in God (z Nicholasem Wolterstorffem). Notre Dame: University of Notre Dame Press. 1983. ISBN 0-268-00964-3.
- Warrant: the Current Debate. New York: Oxford University Press. 1993. ISBN 0-19-507861-6 (1987-1988 Gifford Lectures), online
- Warrant and Proper Function. Oxford: Oxford University Press. 1993. ISBN 0-19-507863-2 (1987-1988 Gifford Lectures), online
- Warranted Christian Belief. New York: Oxford University Press. 2000. ISBN 0-19-513192-4 online
- Essays in the Metaphysics of Modality (red.) Matthew Davidson. New York: Oxford University Press. 2003. ISBN 0-19-510376-9.
- Knowledge of God (z Michaelem Tooleyem). Oxford: Blackwell. 2008. ISBN 0-631-19364-2.
- Science and Religion (z Danielem Dennettem). Oxford: Oxford University Press. 2010 ISBN 0-19-973842-4.
- Where the Conflict Really Lies: Science, Religion, and Naturalism. Oxford: Oxford University Press. 2011. ISBN 0-19-981209-8.